# Capitanía general de Yucatán
La capitanía general de Yucatán fue una entidad territorial integrante del Imperio español, creada en 1565, que estaba bajo la dependencia directa del rey para asuntos militares y de gobierno. Sin embargo, al no contar con una audiencia real, su población debía acudir a la Real Audiencia de México en el virreinato de Nueva España, o la de su vecina Real Audiencia de Guatemala, para resolver sus controversias jurídicas, sobre todo en nuestro ámbitos en que nos relacionamos. 
También el virrey de la Nueva España, como Presidente de la Real Audiencia, podía nombrar gobernadores interinos en la provincia de Yucatán, mientras que el rey nombraba el definitivo. La provincia y capitanía general de Yucatán abarcaba los territorios de los actuales estados mexicanos de Campeche, Quintana Roo, Tabasco y Yucatán.
La Recopilación de Leyes de Indias de 1680, en la Ley IV (Que el Gobernador de Yucatán guarde las órdenes del virrey de Nueva España) del Título I (De los Términos, División, y Agregación de las Gobernaciones) del Libro V, recoge una real cédula del rey Felipe IV de 1627, que menciona las relaciones entre el gobernador de Yucatán y el Virrey de Nueva España, estableciendo que: 

"Conviene, que los Gobernadores, y Capitanes generales de la Provincia de Yucatán, cumplan precisa y puntualmente las órdenes, que le dieren los Virreyes de la Nueva España. Y mandamos a los Gobernadores, que las obedezcan, y cumplan".

 Es muy probable que esta orden se haya dado ante conflictos específicos que sostuvieron el gobernador y capitán general de Yucatán, Diego de Cárdenas, con el virrey, gobernador y capitán general de la Nueva España, por esos años, y no fue algo común a lo largo de la historia de dos gobernaciones administrativas hermanas.
Es importante notar, que los virreyes de la Nueva España no tenían un mandato sobre los asuntos militares o de gobernación sobre la Provincia y Capitanía General de Yucatán, si no principalmente como presidentes de la Real Audiencia de México. 
En 1786, la corona Española implementa el régimen de intendencias y el territorio cambia de categoría y de denominación en 1787, a intendencia-gobernación de Yucatán, conservando la misma extensión territorial.